# Emily Infeld
Emily Infeld (Ohio, Estados Unidos, 21 de marzo de 1990) es una atleta estadounidense, especialista en la prueba de 10000 m, con la que ha logrado ser medallista de bronce mundial en 2015.

## Carrera deportiva
En el Mundial de Pekín 2015 gana la medalla de bronce en los 10000 m, tras la keniana Vivian Cheruiyot y la etíope Gelete Burka.